# Radical 37
El radical 37
, representado por el carácter Han 大, es uno de los 214 radicales del diccionario de Kangxi. En mandarín estándar es llamado 大部　(dà bù, radical «grande»), en japonés es llamado 大部, だいぶ　(daibu), y en coreano 대 (dae).
El radical «grande» aparece en algunas ocasiones🇯🇵 de los caracteres clasificados bajo este (por ejemplo, 奈). En otras ocasiones aparece en la parte inferior de los caracteres (por ejemplo en 奥).

## Nombres populares
- Mandarín estándar: 大, dà, «grande».
- Coreano: 큰대부, keun dae bu «radical dae-grande».
- Japonés: 大（だい）, dai, «grande»; 大冠（だいかんむり）, dai kanmuri, «grande en la parte superior del carácter».[1]
- En occidente: radical «grande».

## Galería
| Estilos antiguos                                 | Estilos antiguos                  | Estilos antiguos                        | Estilos antiguos                   | Estilos antiguos                   | Estilos empleados actualmente       | Estilos empleados actualmente  | Estilos empleados actualmente    | Estilos empleados actualmente   | Estilos empleados actualmente  |
|                                                  |                                   |                                         |                                    |                                    |                                     | 大                             | 大                               |                                 |                                |
| 甲骨文 jiǎgǔwén (escritura de huesos oraculares) | 金文 jīnwén (escritura de bronce) | 简帛 jiǎnbó (escritura de bambú y seda) | 篆文 zhuànwén (escritura de sello) | 篆文 zhuànwén (escritura de sello) | 隸書 lìshū (estilo de los escribas) | 楷書 kǎishū (estilo regular)   | 楷書 kǎishū (estilo regular)     | 行書 xǐngshū (estilo corriente) | 草書 cǎoshū (estilo de hierba) |
| 甲骨文 jiǎgǔwén (escritura de huesos oraculares) | 金文 jīnwén (escritura de bronce) | 简帛 jiǎnbó (escritura de bambú y seda) | 大篆 dàzhuàn (sello grande)        | 小篆 xiǎozhuàn (sello pequeño)     | 隸書 lìshū (estilo de los escribas) | 繁體／繁体 fántǐ (tradicional) | 简体／簡體 jiǎntǐ (simplificado) | 行書 xǐngshū (estilo corriente) | 草書 cǎoshū (estilo de hierba) |

## Caracteres con el radical 37
| trazos | carácter                         |
| ------ | -------------------------------- |
| + 0    | 大 夨                            |
| + 1    | 天 太 夫 夬 夭                   |
| + 2    | 央 夯 夰 失 夲 夳 头             |
| + 3    | 买 夵 夶 夷 夸 夹 夺 夻 夼       |
| + 4    | 夽 夾 夿 奀 奁 奂                |
| + 5    | 奃 奄 奅 奆 奇 奈 奉 奋 奌 奍 奔 |
| + 6    | 奊 奎 奏 奐 契 奒 奓 奕 奖𡘙     |
| + 7    | 套 奘 奙 奚                      |
| + 8    | 奛 奜 奝 奞 奟                   |
| + 9    | 奠 奡 奢 奣 奤 奥                |
| + 10   | 奦 奧 奨                         |
| + 11   | 奩 奪 奫 奬                      |
| + 12   | 奭                               |
| + 13   | 奮 奯                            |
| + 15   | 奰                               |
| + 19   | 奱                               |
| + 21   | 奲                               |